# Nukleotid

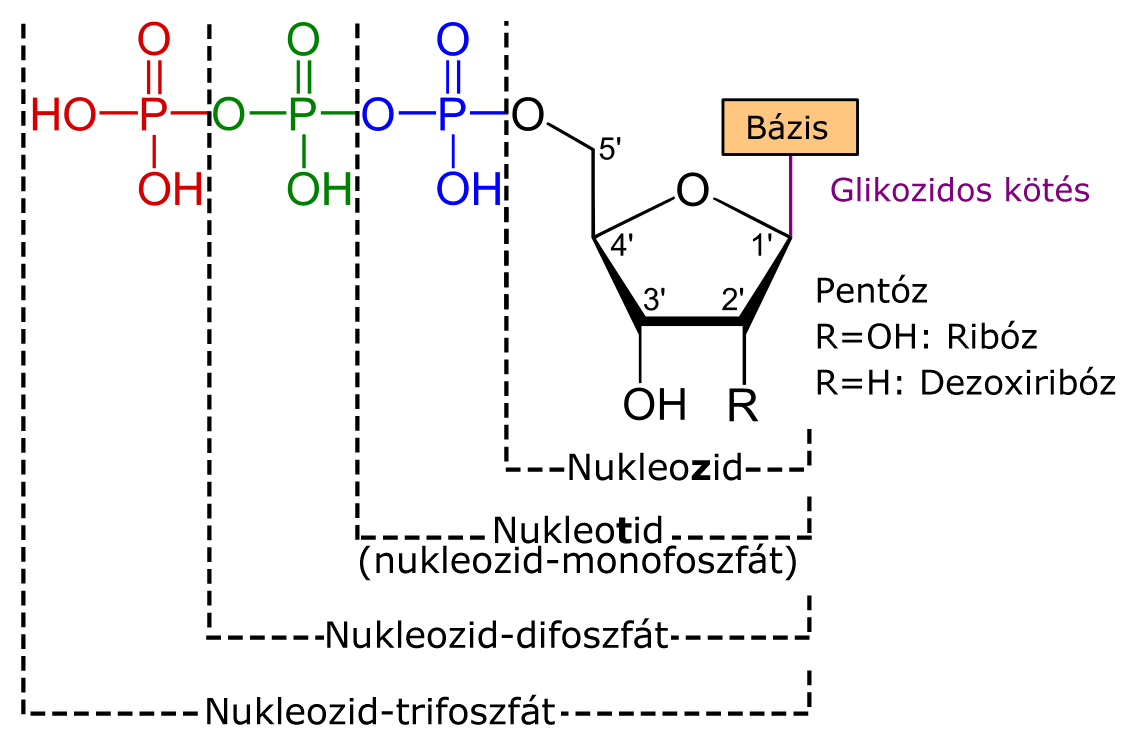
A nukleotidok és nukleozidok felépítése

A nukleotidok a DNS-t és az RNS-t alkotó nukleotidlánc szerkezeti egységei, monomerei. Egy heterociklusos bázisból (nukleobázis), egy pentóz cukorból (ribóz vagy dezoxiribóz) és egy foszfátcsoportból állnak. A nukleotid bázisa lehet purin vagy pirimidin. A cukor komponens lehet dezoxiribóz (DNS esetén) vagy ribóz (RNS esetén). A foszfát lehet mono-, di- vagy trifoszfát. A foszfátcsoport nélküli nukleotidot nukleozidnak nevezzük. A DNS/RNS molekulában a nukleotidok egymással szemben párokat alkotnak, melyeket bázispároknak nevezzük. A nukleotidok fontos szerepet játszanak még a sejt energiatranszportjában (például ATP, NAD+) és az enzimek szabályozásában (például kinázok).
A nukleotidok bejuthatnak étkezéskor és a máj is szintetizálhatja.
Az 5-nukleotidokat használják az umami íz erősítésére is.

## Nómenklatúra
A nukleotidokat egy négybetűs kóddal jelöljük. 
Az első betű alsó indexben van és a kérdéses nukleotid ribo- vagy dezoxiribonukleotid jellegét jelöli. 
A második a nukleobázist írja le:
A: Adenin
G: Guanin
C: Citozin
T: Timin
U: Uracil (DNS-ben nem fordul elő, csak RNS-ben a timin helyett)
A harmadik és negyedik betű a foszfátcsoport(ok)ra utal. 
Például a dezoxicitidin-trifoszfát neve dCTP.

## Kémiai szerkezet

### Nukleotidok
| Adenozin-monofoszfát AMP | Adenozin-difoszfát ADP | Adenozin-trifoszfát ATP |
| Guanozin-monofoszfát GMP | Guanozin-difoszfát GDP | Guanozin-trifoszfát GTP |
| Timidin-monofoszfát TMP  | Timidin-difoszfát TDP  | Timidin-trifoszfát TTP  |
| Uridin-monofoszfát UMP   | Uridin-difoszfát UDP   | Uridin-trifoszfát UTP   |
| Citidin-monofoszfát CMP  | Citidin-difoszfát CDP  | Citidin-trifoszfát CTP  |

### Dezoxinukleotidok
| Dezoxiadenozin-monofoszfát dAMP | Dezoxiadenozin-difoszfát dADP | Dezoxiadenozin-trifoszfát dATP |
| Dezoxiguanozin-monofoszfát dGMP | Dezoxiguanozin-difoszfát dGDP | Dezoxiguanozin-trifoszfát dGTP |
| Dezoxitimidin-monofoszfát dTMP  | Dezoxitimidin-difoszfát dTDP  | Dezoxitimidin-trifoszfát dTTP  |
| Dezoxiuridin-monofoszfát dUMP   | Dezoxiuridin-difoszfát dUDP   | Dezoxiuridin-trifoszfát dUTP   |
| Dezoxicitidin-monofoszfát dCMP  | Dezoxicitidin-difoszfát dCDP  | Dezoxicitidin-trifoszfát dCTP  |